# Kachhi

Karta över provinsen Baluchistan med distriktet Kachhi markerat

Kachhi, (urdu: بولان) ett fattigt bergsdistrikt i pakistanska provinsen Baluchistan. Administrativ huvudort är Dhadar.
Här finns det kända bolanpasset och ruinerna efter Mehr Garh.

## Administrativ indelning
Distriktet är indelat i tre Tehsil.
- Bhag
- Dhadar
- Machh
- Sanni